# Адрієн Юну
Адрієн Юну (фр. Adrien Hunou, нар. 19 січня 1994, Еврі) — французький футболіст, півзахисник клубу «Анже».

## Клубна кар'єра
Розпочав займатись футболом у невеликих місцевих командах, а 2009 року потрапив у Академію Клерфонтен. З 2010 року перебував у структурі «Ренна», де з наступного року став грати за дублюючу команду, взявши загалом участь у 49 матчах чемпіонату.
24 серпня 2013 року в матчі проти «Евіана» він дебютував за основну команду у Лізі 1, замінивши у другому таймі Нелсона Олівейру.
У грудні 2014 року для отримання ігрової практики Адрієн на правах оренди перейшов в «Клермон» з Ліги 2, де провів наступні півтора року, зігравши у 47 матчах чемпіонату. Влітку 2016 року Юну повернувся в «Ренн». Станом на 1 червня 2020 року відіграв за команду з Ренна 105 матчів у національному чемпіонаті.

## Виступи за збірні
2012 року дебютував у складі юнацької збірної Франції, взяв участь у 21 іграх на юнацькому рівні, відзначившись 5 забитими голами. Влітку 2013 року Юну у складі юнацької збірної Франції до 19 років завоював срібні медалі на юнацькому чемпіонаті Європи у Литві. На турнірі він взяв участь у всіх п'яти поєдинках, а в іграх групового етапу проти Туреччини і Сербії забив по голу.
Протягом 2013—2015 років залучався до складу молодіжної збірної Франції до 20 років, разом з якою став переможцем Турніру в Тулоні у 2015 році і фіналістом — у 2014. Всього на молодіжному рівні зіграв у 12 офіційних матчах, забив 2 голи.

## Досягнення
- Володар Кубка Франції: 2018-19
- Найкращий бомбардир Кубка французької ліги: 2017/18 (3 голи)